# Do You Know (álbum)
Do You Know — en español: Tu lo Sabes — es el sexto álbum de estudio de la cantante Jessica Simpson, lanzado a mediados del año 2008 por el sello Columbia Nashville y la compañía Sony BMG Music Entertainment. En este álbum Simpson deja atrás el género dance-pop y decide irse directamente al género country pop. Por su parte, Do You Know es un álbum de estudio limpio, pues su propósito fue introducir a Do You Know en la industria musical country.
Mientras que una parte de éste fue respaldada por compositores y productores prestigiosos en la música country, Rachel Proctor, Victoria Banks y Chris Lindsey; otra fue respaldada por compositores y productores como Brett James, John Shanks, Gordie Sampson, y Hillary Lindsey.
El álbum debutó en el N.º 1 en las listas de Billboard Country y el N.º 4 en el Billboard 200 la primera semana el álbum vendió 65 000. A partir de julio de 2012 el álbum ha vendido más de 350 000 copias en los Estados Unidos. En todo el mundo ha vendido más de 800 000 copias hasta la fecha.
El primer sencillo de álbum, fue "Come On Over" (coescrito con Victoria Banks y el artista country, Rachel Proctor), la canción alcanzando el #65 en Billboard Hot 100. El segundo sencillo, "Remember That", fue lanzado en octubre de 2008, y alcanzó el puesto 42 en el chart Hot Country Songs y el tercer sencillo "Pray Out Loud" no entró en ninguna lista musical.

## Antecedentes
Después del éxito de These Boots Are Made for Walkin', canción que incorpora elementos de la música country, Simpson dijo en varias ocasiones que le gustaría grabar un álbum de estudio totalmente en dicho género musical. A inicios de 2008, Joe Simpson padre y mánager de la cantante, reveló que Jessica se encontraba preparando para el proceso de grabación de un álbum country.
Para finales del abril de 2008, Columbia Records reveló que Simpson había regresado a esta empresa después de tres años cuando firmó con Epic Records, además de esto aclararon que álbum sería lanzado por compañía discográfica de música country, Columbia Nashville. Muchos afirman que para dicha producción del álbum, Simpson quería que vieran el disco como un renacimiento de su música, pues después de haber cantado por más de diez años música pop ahora grabar música country suponía un giro de 180 grados.
En mayo del mismo año el álbum estaba grabado en su totalidad, pues después de haber grabado veintiuna canciones para el álbum solo doce pudieron entra al corte final de disco. Sin embargo el álbum corría el riesgo de ser filtrado por el internet, cosa por la cual Columbia Nashville, decidió reeditar algunos temas para marca de diferencia. El martes 9 de septiembre de 2008, fue la fecha estipulada por los ejecutivos discográficos para que el álbum fuera lanzado solo en los Estados Unidos y Canadá. Cabe destacar que este fue el último álbum de estudio de Simpson lanzado por la compañía Sony BMG Music Entertainment, ya que en 2010, esta firmó con Primary Wave Records propiedad de EMI Group.

## Composición
El álbum se abre con el primer sencillo "Come On Over" fue coescrito por el artista de música country  Rachel Proctor, Victoria Banks y Simpson. La letra de la atención uptempo única en la amante del narrador. Simpson dijo: "Lo divertido de la canción es que la ansiedad de querer el hombre para venir en ese mismo momento. Todo el mundo ha sentido eso antes."

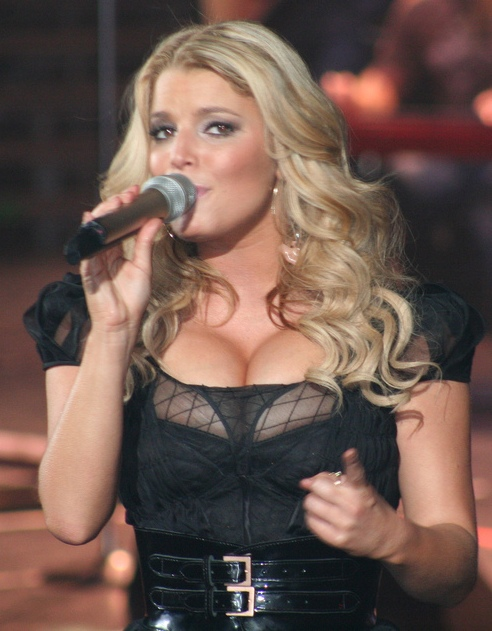
Simpson en 2009.

 La siguiente canción "Remember That" fue coescrito por Rachel Proctor y Victoria Banks. La letra del sencillo girs en una historia de la ira, la violencia y la fuerza que le toma a la víctima a abandonar el abusador. En "Remember That", ella canta, "It doesn’t matter how he hurts you / With his hands or with his words / You don’t deserve it / It ain’t worth it / Take your heart and run."
La tercera canción del álbum, "Pray Out Loud" es una canción a medio tiempo en clave de Si mayor respaldo con la guitarra acústica. La cuarta canción "You're My Sunday"  es una canción up-tempo, en clave de Sol menor respaldo de la guitarra eléctrica, escrito por Simpson, Luke Laird, Hillary Lindsey. "Sipping on History" es una balada de amor en clave de Si mayor respaldada principalmente por una guitarra acústica. La sexta pista, "Still Beautiful" es una canción up-tempo en la llave de Si bemol mayor importante respaldada principalmente por la guitarra de acero. La séptima canción, "Still Don't Stop Me" es una balada en la tonalidad de Mi mayor acerca de un amor ido mal, impulsado por la guitarra acústica y percusión.
"When I Loved You Like That" la octava pista es una canción de ritmo rápido en la clave de A ♭ importante el respaldo de acero eléctrico, guitarras y percusión. "Might as Well Be Making Love" es una balada country-pop en clave de Fa mayor impulsado principalmente por la guitarra acústica con una guitarra de acero llena. "Man Enough" es una canción uptempo en la clave de una La bemol mayor en función sobre todo por la guitarra eléctrica, banjo y guitarra de acero. "Do You Know" es una canción up-tempo escrita por Jessica y Dolly Parton.

## Recepción de la crítica
El álbum recibió una puntuación de 58 sobre 100 en Metacritic debido a las críticas mixtas o promedio.
El periódico The Dallas Morning News clasificó al álbum con una C+, diciendo: "¿Cuánto debemos esperar para un verdadero CD debut de música country de Jessica Simpson?.

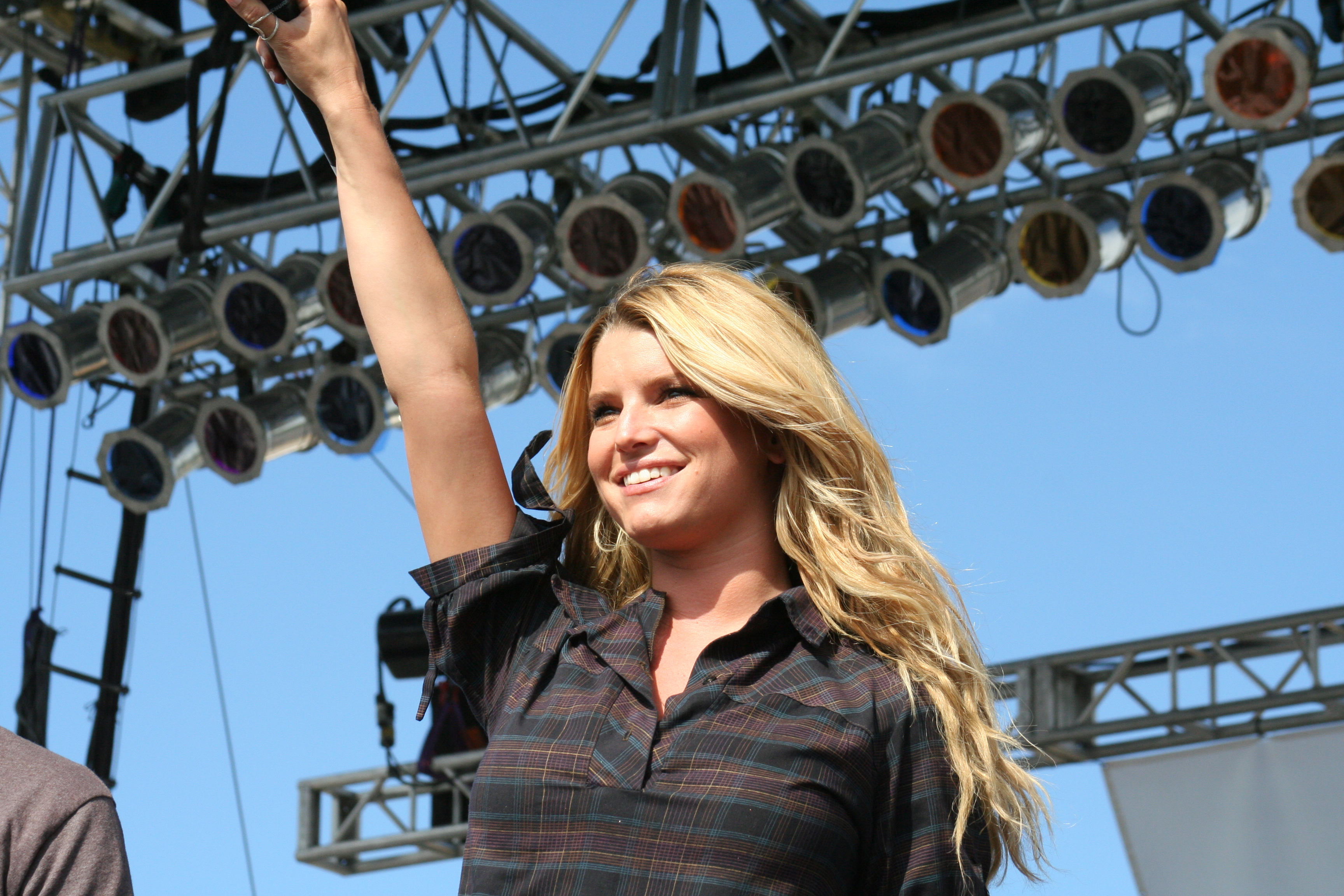
Simpson en su gira de promoción, en el año 2008.

Entertainment Weekly también le dio al disco un C+, y, al tiempo que reconoce la calidad de los escritores asociados con el proyecto, ofreció la siguiente conclusión: "Y a pesar de asociar con frecuencia a Carrie Underwood con la compositora Hillary Lindsey durante cinco pistas fue una jugada inteligente, sin embargo estas canciones la pudieron volver hacia abajo." The Boston Herald recibió el álbum con mala crítica, diciendo que era el peor disco realizado en este género, dándole una D, como calificación.
Joey Guerra de Houston Chronicle, consideró que el álbum "carece de pizazz", y que, aunque "Simpson coescribió varias de las canciones... no hay casi ninguna chispa emocional o sentido de conexión". The Fort Worth Star-Telegram calificó al disco solo dos estrellas (de cinco), se preguntó cómo sería Simpson "desperdiciar el talento de Dolly Parton?. The Miami Herald's Howard Cohen también le dio dos estrellas al álbum, llegó a la conclusión de que Simpson no sabe cómo hacer un buen álbum country, en realidad este álbum es "mediocre".
The Los Angeles Times clasificó al álbum con 2.5 estrellas (de cuatro), diciendo: "Su lucha es más notable en la pista del título, escrito por Dolly Parton, que se presenta para armonizar con la voz de Simpson... La brecha entre el novato y el maestro no pudo ser más claro." Slant Magazine otorgó a solo 1,5 estrellas (de cinco), dice Simpson "opera precisamente en los tres modos como cantante: un maullido, susurró COO, una nasal, ojos muertos de volumen medio, y cantando las notas de gloria a todo volumen con un atractivo estrangulado, tono". Allmusic compartió comentarios con Slant Magazine, la búsqueda de su actuación "indefectiblemente indiferente, no importa cuántos gestos teatrales que intenta meter en su balada aburrida". Las Vegas Weekly encontró el álbum lleno de "baladas aburridas" realizado "sin dientes, sin tripa, la monotonía y el desinterés palpable." The Worcester Telegram, solo le dio 2 estrellas, fue menos caritativo, dijo que  Simpson "suena, en el mejor de los casos, como cuando un gato recibe una descargas eléctrica."
Una de las pocas excepciones, el New York Post dijo que "ella ha creado un álbum en el que siempre muestra su gran cuerpo, con voz sólida, sin embargo, melodías simples que no pensar demasiado en la música" & "Do You Know" es la mejor canción del CD y la única que podría ganar un Grammy en febrero de (2009)." Además, la revista Country Weekly dio una calificación de tres estrellas de cinco, el crítico Chris Neal dijo que, aunque Simpson parecía estar "tratando demasiado duro" en algunas canciones, el álbum fue "sólido pop-country".

### Trayectoria comercial
De acuerdo a los especialistas, Do You Know vendería entre 40 - 45 mil copias en Estados Unidos, durante su semana de publicación. No obstante, el período involucrado de sondeo de ventas culminó, y el álbum vendió 65,000 copias, superando ampliamente las expectativas, de acuerdo al sistema Nielsen SoundScan. Do You Know debutó directamente en la posición N.º 1 en Billboard Top Country Albums, convirtiéndose en el primer numeró uno de Simpson en Billboard Álbum, al mismo tiempo debutó en el número cuatro en el Billboard 200, siendo el cuarto álbum de Simpson en debutar en el top 10. Sin embargo el álbum cayó rápidamente, de dicha lista. En general, este álbum tiene un desempeño inferior en comparación con las ventas de su anterior álbum A Public Affair de Simpson, que también fue considerado como un fracaso comercial. Para septiembre de 2013, el álbum ha vendido 350.000 ejemplares en los Estados Unidos.
En Europa, el álbum solo alcanzó a debutar en Reino Unido, posicionándose en la posición Nº42, donde solo estuvo una semana. En todo el mundo ha vendido más de 800.000 copias hasta la fecha.

## Promoción

### Sencillos
"Come On Over" fue el primer sencillo de Do You Know. Su estreno fue realizado el martes 27 de mayo de 2008 en las radios de Estados Unidos. Esta canción es el debut de Jessica a la música country. "Come on over" fue coescrito por Rachel Proctor, junto con Victoria Bancos y Simpson ella misma. Antes del lanzamiento de álbum, Simpson declaró que le gustaría hacer un álbum country. Simpson ha dicho que ella era "nacidos y criados en el país" y que quiere dar algo a cambio. El videoclip de "Come on Over" fue grabado el 19 de junio de 2008. Dirigida por Liz Friedlander. El video fue estrenado en la web oficial de Simpson el 11 de julio. Debutó en el Top 20 de CMT cuenta el 1 de agosto en el número tres. Llegó a número uno en Yahoo!'S Top 100 País Vídeos lista el 8 de agosto. En los Estados Unidos, "Come on Over" se convirtió en la canción más añadido a la radio de música country para la semana del 6 de junio de 2008, debutando en el N.º 41 de Billboard Hot Country Songs, más adelante se ubica en la posición N.º 18. En Billboard Hot 100 solo alcanzó la posición N.º 65. "Remember That" es el segundo sencillo de Do You Know. Fue escrito por Rachel Proctor y Victoria Bancos y se dio a conocer a finales de octubre de 2008. La canción no logró entrar a Billboard Hot 100, pero si logró entrar a Billboard Hot Country Songs en la posición N.º 42. El sencillo fue programado para ser lanzado en el Reino Unido en febrero de 2009, pero fue cancelado debido a que no tenía vídeo musical. Al finalizar la promoción del sencillo "Remember That" los ejecutivos de Columbia Nashville, decidieron lanzar como tercer y último sencillo a "Pray Out Loud" el 12 de enero de 2009, solo en Estados Unidos y Canadá. Cabe destacar que este fue peniultimo sencillo de Simpson lanzado por la compañía Sony BMG Music Entertainment, ya que en 2010, esta firmó con Primary Wave Records propiedad de EMI Group.

### Presentaciones

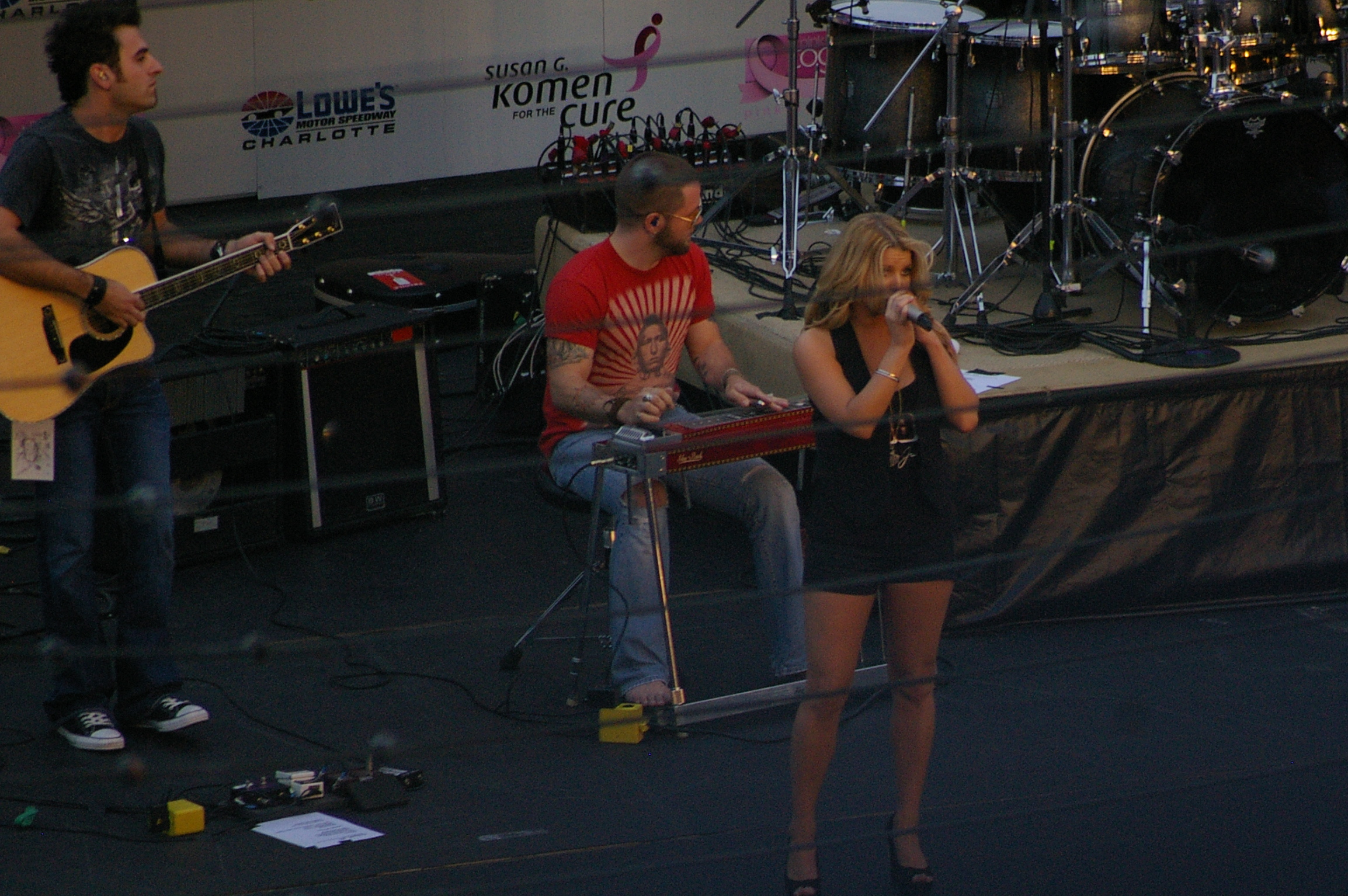
Jessica promocionando "Do You Know"

Simpson hizo muchas presentaciones de promoción para mostrar su crossover a la música Country. Ella apareció en el vídeo de Willie Nelson "You Don't Think I'm Funny Anymore". Tras el lanzamiento del primer sencillo, Simpson estuvo en muchas estaciones de radio de música Country. El 25 de junio de 2008, se presentó en el programa The View donde canto "Come on Over". Ella se presentó en muchos festivales de la música Country como Country Thunder Festival y Monterey County Fair. El 30 de septiembre de 2008 Jessica cantó en Dancing with the Stars, en noviembre, apareció en The Ellen DeGeneres Show. El 11 de febrero de 2009, Jessica apareció en The Early Show en vivo desde Nashville para anunciar las nominaciones para los Academy of Country Music Awards, donde también interpretó "Pray Out Loud".
A fines de 2008, se reveló que Simpson iría de gira con la banda country Rascal Flatts en el "Bob That Head Tour". La gira dio comienzo el 17 de enero de 2009 en Kansas City, Misuri, terminando el 14 de marzo de 2009 en Irvine, California, con 20 presentaciones.

## Lista de canciones
| N.º | Título                                 | Escritor(es)                                    | Duración |  |
| 1.  | «Come On Over»                         | Jessica Simpson, Rachel Proctor, Victoria Banks | 2:54     |  |
| 2.  | «Remember That»                        | Proctor, Banks                                  | 3:44     |  |
| 3.  | «Pray Out Loud»                        | Simpson, Brett James, John Shanks               | 3:45     |  |
| 4.  | «You're My Sunday»                     | Simpson, Luke Laird, Hillary Lindsey            | 4:40     |  |
| 5.  | «Sipping on History»                   | Simpson, Laird, H. Lindsey                      | 4:14     |  |
| 6.  | «Still Beautiful»                      | James, Shanks, Simpson                          | 3:44     |  |
| 7.  | «Still Don't Stop Me»                  | James, H. Lindsey, Simpson                      | 3:27     |  |
| 8.  | «When I Loved You Like That»           | Simpson, Aimee Mayo, H. Lindsey, Chris Lindsey  | 4:06     |  |
| 9.  | «Might as Well Be Making Love»         | Gordie Sampson, Verges, H. Lindsey              | 3:51     |  |
| 10. | «Man Enough»                           | Simpson, James, Verges                          | 4:19     |  |
| 11. | «Do You Know» (featuring Dolly Parton) | Dolly Parton                                    | 5:04     |  |
| 12. | «Never Not Beautiful»                  | Simpson, Laird                                  | 3:46     |  |

## Créditos
| - Jessica Simpson - Compositor, Artista Principal - Victoria Banks - Compositor - Tracy Baskette-Fleaner - Dirección de Arte, Diseño - Judy Forde Blair Productor Creativo - Tom Bukovac - Guitarra (Eléctrica) - John Caldwell - Asistente de ingeniero - Tammie Harris Cleek - Productor Creativo - Cacee Cobb - A&R - Shannon Forrest - Tambores - Lars Fox - Pro-Tools - Alex Gibson - Ingeniero - Craig Headen - Ingeniero - Brett James - Compositor, productor, voz (de fondo) - Mike Johnson - Pedal Steel - Juez Charles - Teclados, órgano, piano, sintetizador Cuerdas - Aaron Kasdorf - Asistente de ingeniero - Luke Laird - Compositor - Troy Lancaster - Guitarra (Eléctrica) - Chris Lindsey - Compositor - Hillary Lindsey - Compositor, Voz (al fondo) | - Nate Lowery - Asistente de Producción - Wayne Maser - Fotografía - Aimee Mayo - Compositor - Scott McDaniel - Dirección de Arte - Andrew Mendelson - Mastering - Carole Ann Mobley - Asistencia - Dolly Parton - Compositor, Artista Invitado, Artista Principal - Ken Pavés - Estilista - María Bracken - Phillips Maquillaje - Vance Powell - Ingeniero - Rachel Proctor - Compositor - Jeff Rothschild - Tambores, Ingeniero - Gordie Sampson - Compositor - John Shanks - Bajo, Compositor, Guitarra, Guitarra (acústica), guitarra (eléctrica), Productor - Joe Simpson - Gestión - Jimmie Lee - Bass Sloas - Dianne Spoto - Liner Notes - Shari Sutcliffe - Contratista, de Coordinación | - Bryan Sutton - Guitarra (acústica) - Ilya Toshinsky - Guitarra (acústica) - Troy Verges Compositor - Lucas Wooten mezcla - Craig Young - Bajo - Jonathan Yudkin - Violín, mandolina |

## Posicionamiento

### Semanal
| Listas (2008)                     | Mejor posición |
| --------------------------------- | -------------- |
| U.S. Billboard Top Country Albums | 1              |
| U.S. Billboard 200                | 4              |
| U.S. Top Internet Albums          | 4              |
| U.S. Digital Album                | 18             |
| Canada Top 100 Albums             | 13             |
| Canada Top Country Albums         | 1              |
| Australian ARIA Albums Chart      | 95             |
| Australian ARIA Country Chart     | 6              |
| Reino Unido UK Albums Chart       | 42             |

### Charts (Final de año)
| Chart                              | Rank |
| ---------------------------------- | ---- |
| Billboard Country Album (Year end) | 53   |